# جيرمانوينغز

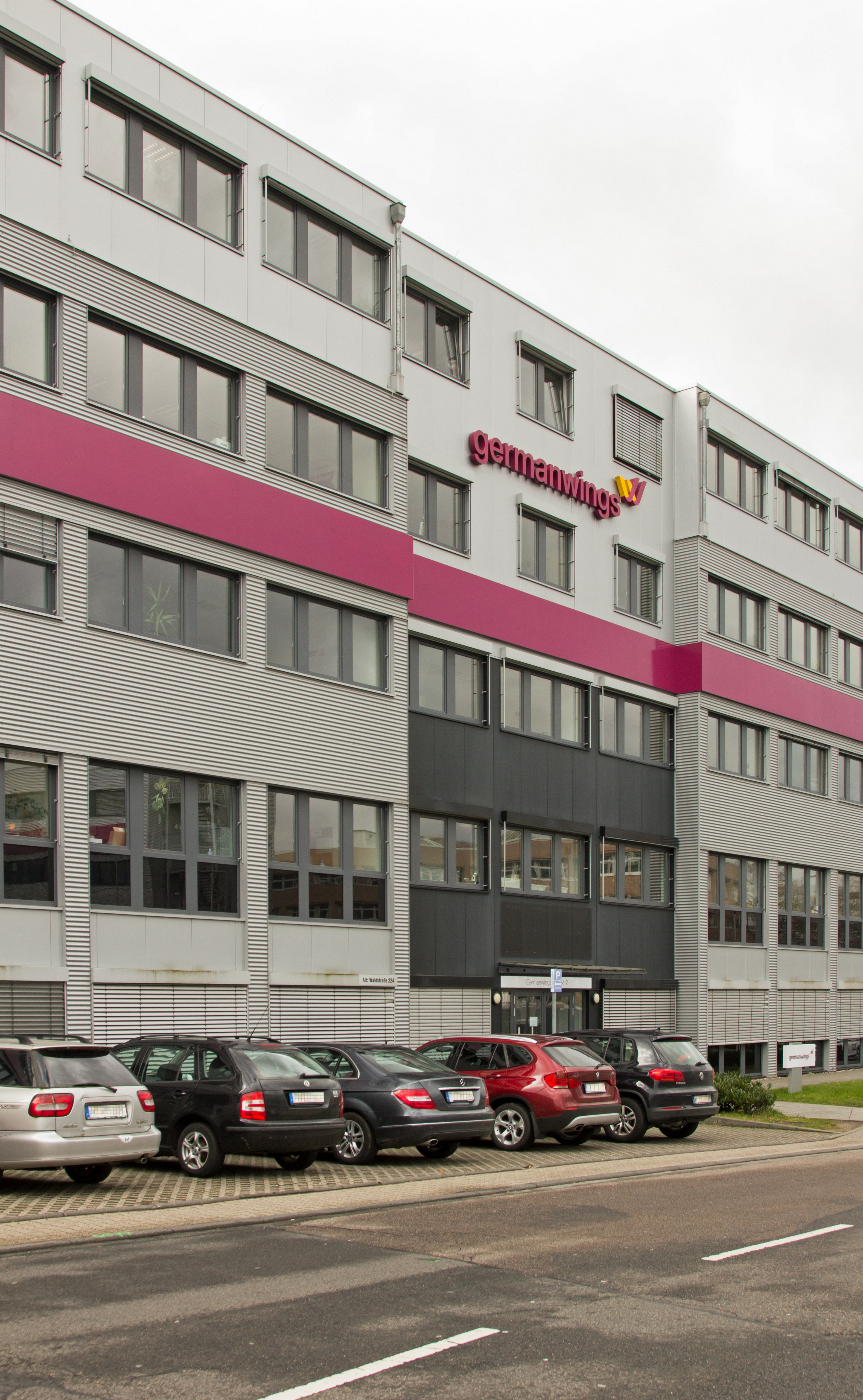
Head office of Germanwings/Siège de Germanwings

جيرمانوينغز (Germanwings) هي خطوط جوية ألمانية تعمل بنظام الطيران منخفض التكلفة، يقع مقرها في كولونيا وهي مملوكة بالكامل من قِبل شركة لوفتهانزا .

## الأسطول
تمتلك الشركة 83 طائرة وتسير رحلات ل86 وجهة، وتتميز بعض طائراتها بصباغة خاصة للإشهار لبعض المدن الألمانية، أو الإشهار للشركات والمنتجات .